# Història de l'aviació

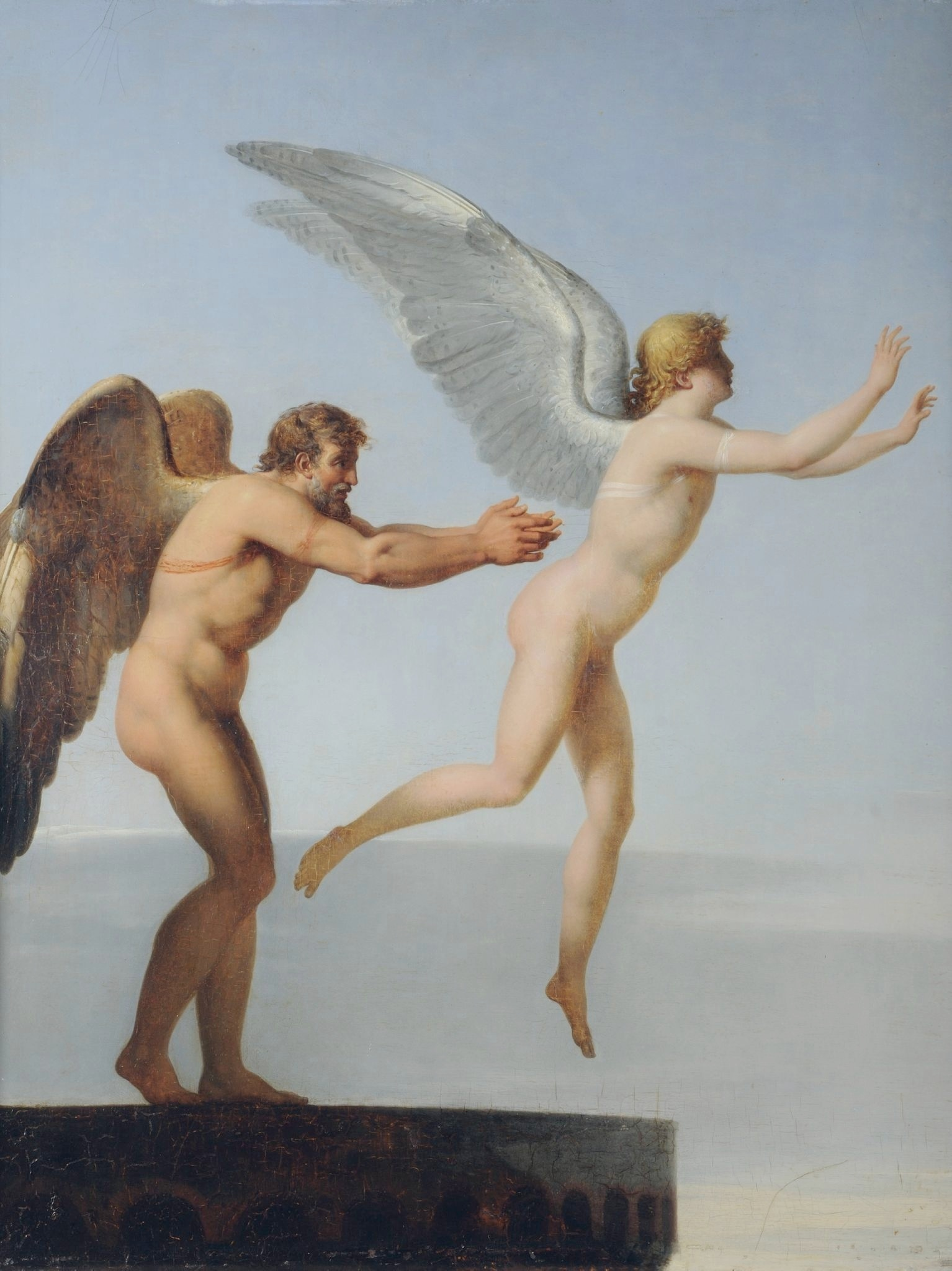
Ícar i Dèdal

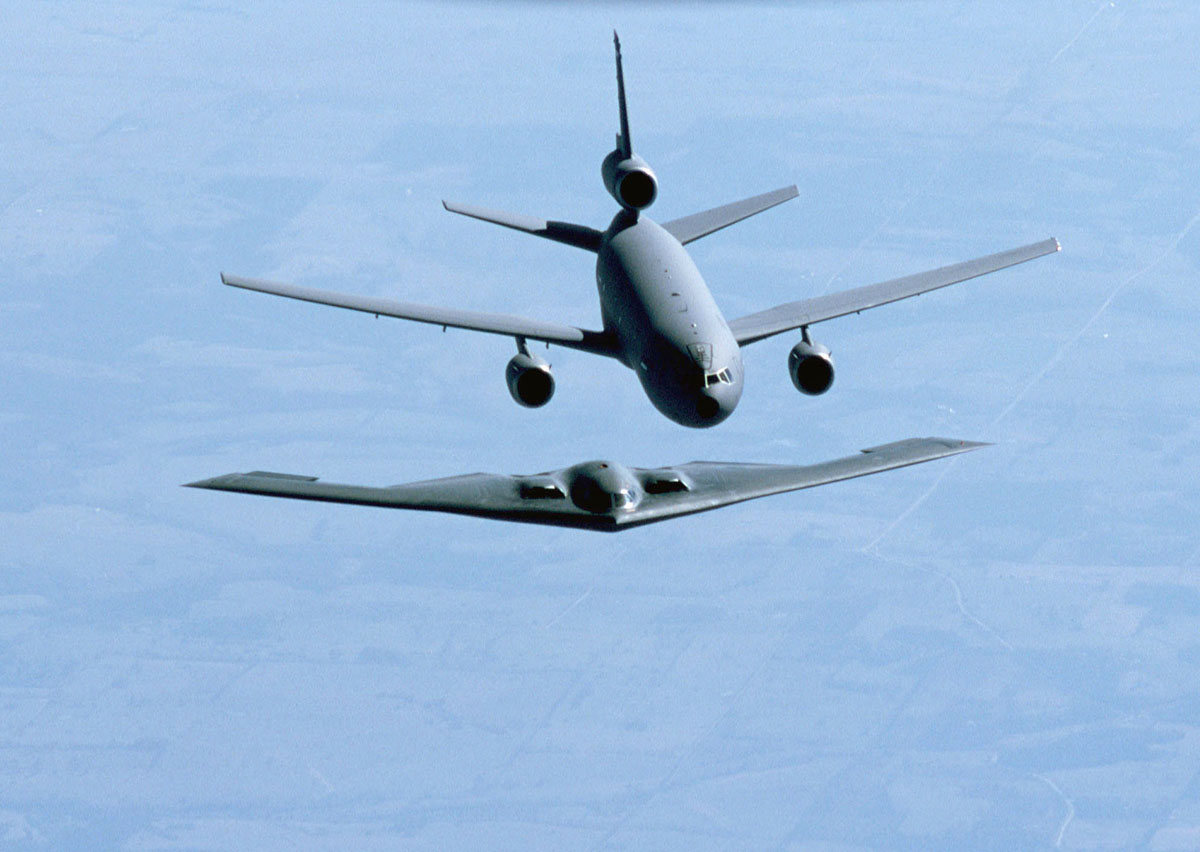
Fotografia de dos moderns avions d'ús militar. A dalt, un McDonnell Douglas KC-10 Estendre i a baix un Northrop Grumman B-2 Spirit.

La història de l'aviació es remunta al dia en què l'ésser humà prehistòric es va parar a observar el vol dels ocells i d'altres animals voladors. El desig de volar ha estat present a la humanitat des de fa segles, i al llarg de la història de l'ésser humà hi ha constància d'intents de volar que han acabat malament.
Moltes persones deien que volar era una cosa impossible per les capacitats d'un ésser humà. Però així i tot, el desig existia i diverses civilitzacions explicaven històries de persones dotades de poders divins que podien volar. L'exemple més conegut és la llegenda d'Ícar i Dèdal, que trobant-se presoners a l'illa de Minos van construir unes ales amb plomes i cera per a poder escapar. Ícar es va aproximar massa al Sol i la cera de les ales va començar a fondre's, fent que es precipités al mar i morís. Aquesta llegenda era un avís sobre els intents d'aconseguir el cel, semblant a la història de la Torre de Babel a la Bíblia, i exemplifica el desig mil·lenari de l'home de volar.
La història moderna de l'aviació és complexa. Durant segles es van donar tímids intents per alçar el vol, fracassant la major part d'ells, però ja des del segle xviii l'ésser humà va començar a experimentar amb globus aerostàtics que aconseguien elevar-se a l'aire, però tenien l'inconvenient que no podien ser controlats. Aquest problema ja es va superar al segle XIX amb la construcció dels primers dirigibles, que sí que permetien el seu control. A principis d'aquest mateix segle, molts van investigar el vol amb planadors, màquines capaces de sustentar el vol controlat durant algun temps, i també es van començar a construir els primers aeroplans equipats amb motor, però que, fins i tot sent impulsats per ajudes externes, amb prou feines aconseguien enlairar i recórrer uns metres. No va ser fins a principis del segle XX quan es van produir els primers vols amb èxit. El 17 de desembre de 1903 els germans Wright es van convertir en els primers a realitzar un vol en un avió controlat, tot i que alguns afirmen que aquest honor li correspon a Alberto Santos Dumont, que va realitzar el seu vol el 13 de setembre de 1906.
A partir de llavors, les millores es van anar succeint, i cada vegada s'aconseguien millores substancials que van ajudar a desenvolupar l'aviació fins a tal com la coneixem en l'actualitat. Els dissenyadors d'avions es continuen esforçant a millorar contínuament les capacitats i característiques d'aquests, com ara la seva autonomia, velocitat, capacitat de càrrega, facilitat de maniobra o la seguretat, entre altres detalls. Les aeronaus han passat a ser construïdes de materials cada vegada menys densos i més resistents. Anteriorment es feien de fusta, i en canvi, en l'actualitat, la gran majoria d'aeronaus empra alumini i materials composts com a principals matèries en la seva producció. Recentment, els ordinadors han contribuït molt en el desenvolupament de noves aeronaus .

## Antiguitat-segle XVIII: Primers dissenys i teories

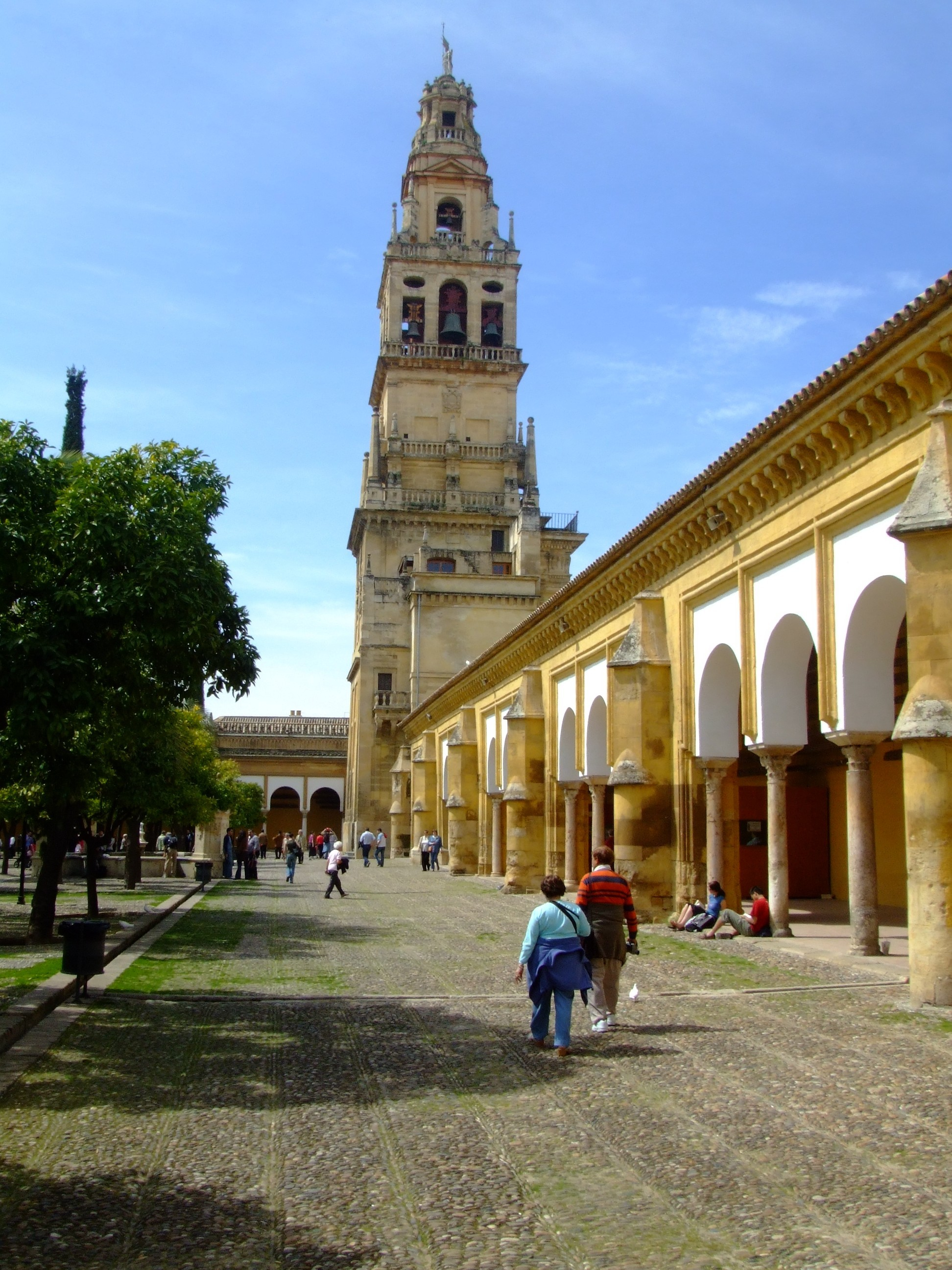
Torre de la mesquita-catedral de Còrdova, des d'on Abbàs ibn Firnàs va realitzar el seu primer salt

Se sap que al voltant de l'any 400 aC,. Arquitas de Tàrent, un estudiós de l'Antiga Grècia, va construir un artefacte de fusta que ell mateix va batejar amb el nom de "Peristera" (en grec: Περιστέρα, "Colom"), que tenia forma d'ocell i era capaç de volar a uns 180 metres d'altura. Utilitzava un doll d'aire per a alçar el vol, però no es té constància de què era el que produïa aquest doll. L'objecte volador s'amarrava mitjançant unes cordes que permetien realitzar un vol controlat fins que el doll d'aire acabava. Aquest artefacte de fusta probablement va ser la primera màquina voladora capaç de moure's per mitjans propis.
La llanterna de Kong Ming, precursora del globus aerostàtic, era coneguda a la Xina des de l'antiguitat. La seva invenció s'atribueix al general Zhuge Liang, i van ser usades per a espantar tropes enemigues. Als voltants de l'any 300 aC els xinesos van inventar l'estel, que es considera un tipus de planador, i van desenvolupar tècniques per a fer-la volar a l'aire. Segles després, l'any 559 hi ha documentats vols d'éssers humans usant cometes. L'emperador Gao Yang va experimentar amb presoners, entre els quals es trobava Yuan Huangtou, fill de l'anterior emperador, Yuan Lang. Els va ordenar llançar-se des de l'alt d'una torre, i Yuan Huangtou va planejar fins a sobrepassar les barreres de la ciutat, encara que poc després moriria executat.
L'any 852, l'andalusí Abbás Ibn Firnás, es va llançar des del minaret de la mesquita de Còrdova amb una enorme lona per a esmorteir la caiguda, sofrint ferides lleus, però passant a la història com el precursor dels moderns paracaigudes. El 875, comptant amb 65 anys d'edat, Ibn Firnás es va fer confeccionar unes ales de fusta recobertes de tela de seda que havia adornat amb plomes de rapinyaires. Amb elles es va llançar des de l'alt d'un pujol, i va aconseguir romandre en l'aire durant un breu espai de temps, encara que hi ha relats que afirmen que va volar durant més de deu minuts. L'aterratge va resultar molt violent i Abbás Ibn Firnás es va fracturar les dues cames, però va considerar que l'experiència havia estat un èxit, igual que la gran multitud de persones que el van observar.

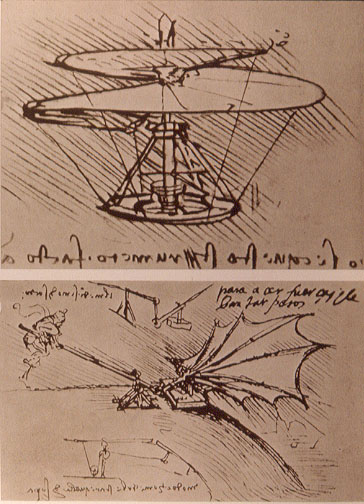
Dissenys de màquines voladores realitzats per Leonardo da Vinci.

Aquest vol va servir d'inspiració per a Eilmer de Malmesbury, un monjo benedictí, que més d'un segle després, cap a l'any 1010, va recórrer més de 200 metres en l'aire, sobre un aparell similar al d'Abbás Ibn Firnás.
El 1290, Roger Bacon, un monjo anglès, va escriure que l'aire, igual que l'aigua, tenia algunes característiques pròpies dels sòlids. Bacon va estudiar les idees d'Arquimedes relacionades amb la densitat dels elements, i va arribar a la conclusió que si les persones poguessin construir una màquina que tingués les característiques adequades, l'aire podria suportar aquesta màquina, igual que el mar suporta un navili.
Molt probablement va ser l'artista i inventor italià Leonardo da Vinci la primera persona que es va dedicar seriosament a projectar una màquina capaç de volar. Leonardo va dissenyar planadors i ornitòpters, que usaven els mateixos mecanismes usats pels ocells per a volar, a través d'un moviment constant de les ales per a dalt i per a baix. No obstant això, mai va arribar a construir tals màquines, però els seus dissenys es van conservar, i posteriorment, ja en el segle XIX i segle xx, un dels planadors dissenyats per Leonardo da Vinci va ser considerat digne d'atenció. En un estudi recent, es va crear un prototip basat en el disseny d'aquest mateix planador, i de fet, l'aparell era capaç de volar. No obstant això, en interpretar el disseny del planador, es van aplicar algunes idees modernes relacionades amb l'aerodinàmica. Així i tot, aquest disseny és considerat com el primer esbós seriós d'una aeronau.

## Segle XVIII-segle XIX: aeronaus més lleugeres que l'aire

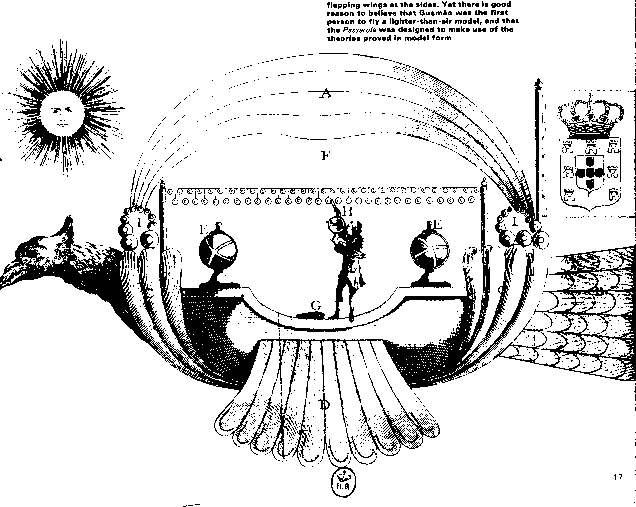
Dibuix de la Passarola del pare Bartolomeu de Gusmão

Segons cròniques de l'època, el primer vol realitzat amb èxit d'un globus d'aire calent, va ser gràcies al pare Bartolomeu Lourenço de Gusmão, un portuguès nascut al Brasil en l'època colonial, que va aconseguir alçar el vol d'un aeròstat, al qual denominaria passarola, el 8 d'agost de 1709 a la cort de Joan V de Portugal, a Lisboa. En la demostració, la passarola es va elevar uns tres metres per sobre del sòl, deixant impressionats als observadors, i guanyant-se el sobrenom de Pare Volador. No es van conservar descripcions detallades de l'esdeveniment, probablement pel fet que van ser destruïdes per la inquisició, però alguns dissenys fantasiosos de l'excèntrica aeronau van sortir en el periòdic vienès Wienerische Diarium de 1709. Segons una crònica d'aquest periòdic, l'aparell consistia en un globus de paper gruixut, que dins contenia un bol amb foc, i que va aconseguir elevar-se més de vint pams. No obstant això, la passarola no va influir en els desenvolupaments de l'aviació que ocorrerien posteriorment.
El primer estudi d'aviació publicat va ser Sketch of a Machine for Flying in the Air (Esbós d'una màquina per a volar per l'aire), de Emanuel Swedenborg, publicat el 1716. Aquest esbós de màquina voladora consistia en un fuselatge i dues grans ales que es mourien al llarg de l'eix horitzontal de l'aeronau, generant l'embranzida necessària per a la seva sustentació en l'aire. Swedenborg sabia que la seva màquina mai volaria, però deia que els problemes que existien en el seu disseny serien resolts en el futur. Les seves paraules van ser:
| « | Sembla més fàcil parlar d'una màquina capaç de volar que construir-ne una capaç d'aixecar el vol, ja que això requereix una major quantitat de força de la que l'home és capaç de generar, i menys pes que el d'un cos humà. La ciència mecànica potser podrà ajudar, com una forta barra en espiral. Si aquests requisits es compleixen, potser un dia sabrem millor com fer servir aquest disseny i així realitzar les millores necessàries per intentar complir el que nosaltres actualment, tot just aconseguim descriure. Tenim proves suficients i exemples a la natura que ens diuen que volar sense perill és possible, encara que quan es realitzin els primers intents, possiblement haurem de pagar per la falta d'experiència, amb un braç o una cama (trencada). | » |

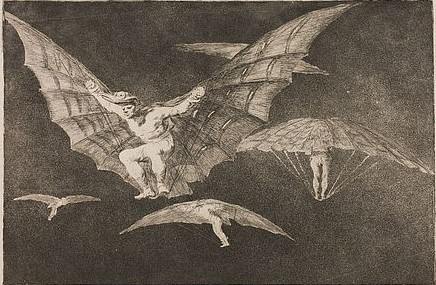
Goya i Lucientes (1815-1816)

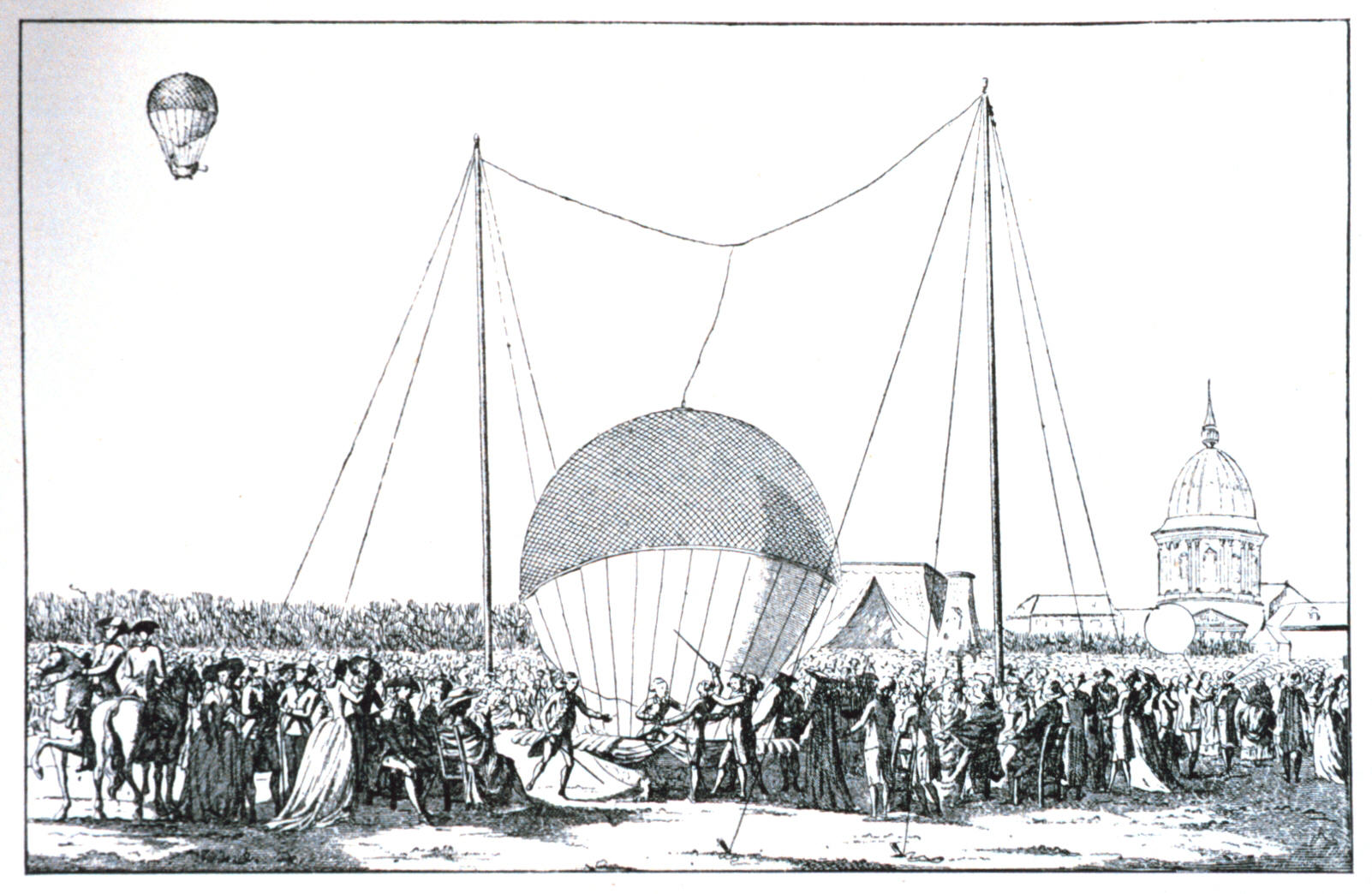
Primer ascens d'un globus tripulat, el 15 d'octubre de 1783. El marquès d'Arlandes i Pilâtre de Rozier van aconseguir recórrer vuit quilòmetres en ell.

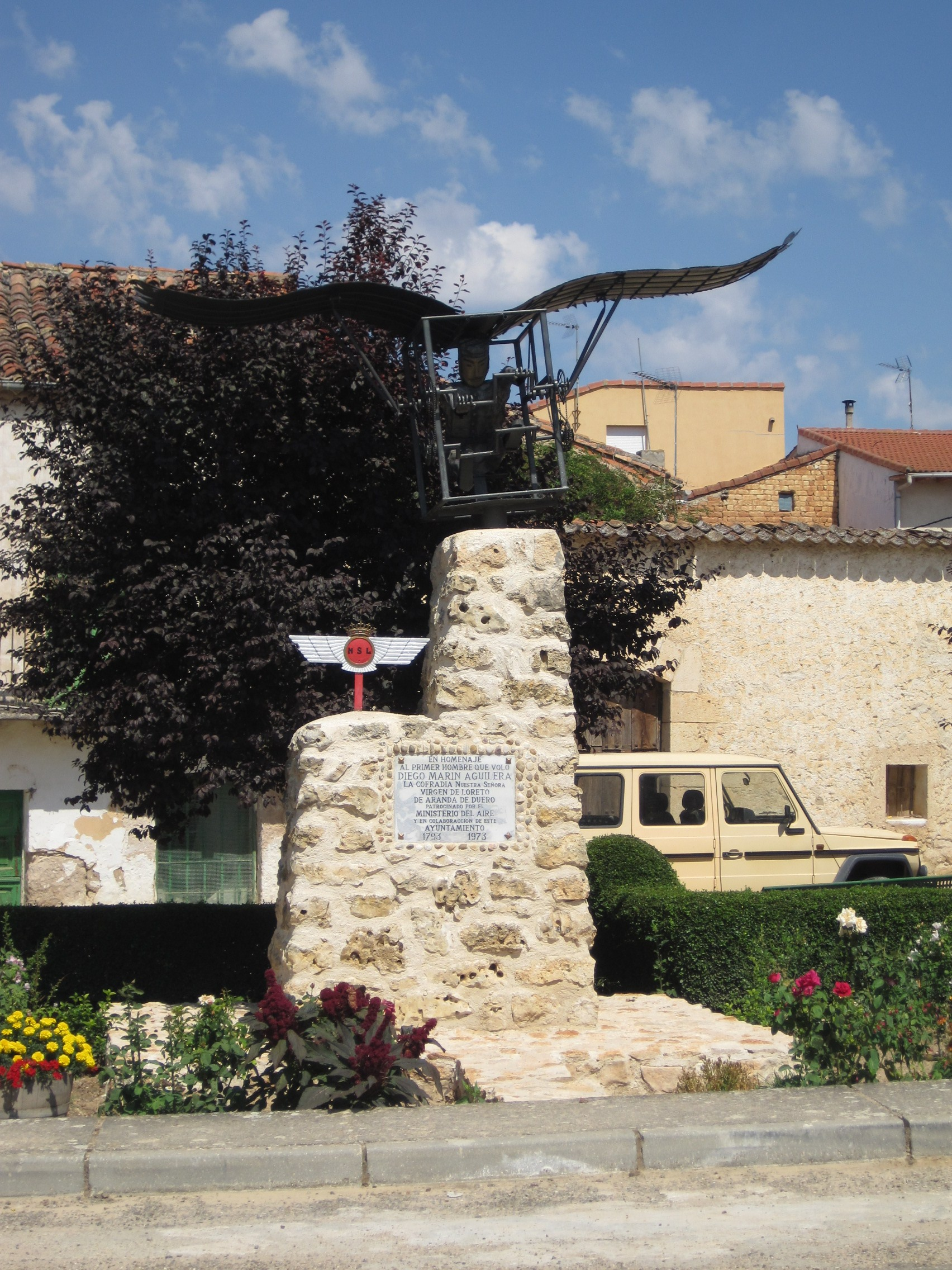
Monument commemoratiu del vol de Diego Marín Aguilera el 1793

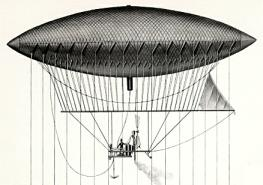
Dirigible creat per Henri Giffard el 1852

La forta barra en espiral descrita per Swedenborg és el que actualment es coneix com a hèlix. Ell sabia que la sustentació i la manera de generar aquesta sustentació serien indispensables per a la creació d'un aparell capaç de volar per mitjans propis.
El primer vol humà del qual es té notícia va ser realitzat a París el 15 d'octubre de 1783, en un globus captiu. Dos mesos més tard, el doctor Jean-François Pilâtre de Rozier i el noble François Laurent d'Arlandes, van realitzar el primer vol lliure en una màquina creada per l'home. Van aconseguir volar durant 25 minuts, recorrent vuit quilòmetres en un globus d'aire calent, inventat pels germans Montgolfier, dos fabricants de paper. L'aire dins de la cambra d'aire del globus s'escalfava per una foguera de fusta. El globus tenia l'inconvenient que era incontrolable, volava on el vent li portés. Aquest globus, per ser bastant pesat, va aconseguir una altura màxima de tot just 26 metres. Els germans Montgolfier van continuar fabricant altres globus, aconseguint diversos vols amb èxit, la qual cosa va fer que l'experimentació de vols amb globus s'estengués per Europa al llarg del segle xviii. Els globus permetien l'aprofundiment en els coneixements sobre la relació entre altitud i atmosfera. Fins i tot Napoleó Bonaparte va planejar usar globus en una possible invasió francesa a Anglaterra.
El novembre de 1792, els assajos realitzats per un grup d'artillers al Real Col·legi d'Artilleria de Segòvia i després davant el rei Carles IV d'Espanya del vol d'un globus aerostàtic, tots ells dirigits per Louis Proust; van ser els primers realitzats al món en l'aspecte militar.
També a Espanya, Diego Marín Aguilera va ser el primer home, del qual se'n té constància que va volar amb un aparell que pesava més que l'aire. La nit de 15 de maig de 1793, Diego Marín Aguilera va realitzar a Coruña del Conde, província de Burgos, un vol de 360 metres amb un artefacte de ferro i plomes d'ocell, controlat pel propi pilot que va aconseguir aconseguir arribar a «cinc a sis vares» d'altura sobre el punt de partida fins a prendre terra a l'altre costat del riu després d'haver fet un recorregut de «431 vares castellanes» (uns 360 metres). El motiu del ràpid aterratge va ser el trencament d'un dels perns que movien les ales. Al matí, en assabentar-se els veïns de l'esdevingut en aquella nit emotiva de maig, es van mofar del seu conveí Marín, creient-li boig, i van incendiar el plumífer aparell com a cosa diabòlica.
Altres inventors, com el francès Jacques Charles, van substituir l'aire calent per hidrogen, que és un gas més lleuger que l'aire. Però d'igual forma, els globus seguien sense poder ser dirigits, i solament l'altitud era controlable per part dels aviadors.
En el segle xix, el 1852, l'enginyer francès Henri Giffard va inventar el dirigible, que és una màquina més lleugera que l'aire, i es diferencia del globus que la seva direcció sí que podia ser controlada a través de l'ús de timons i motors. El primer vol controlat d'un dirigible es va realitzar el 24 de setembre d'aquest mateix any a França, controlat pel propi Giffard, aconseguint recórrer 24 quilòmetres, a una velocitat de 8 km/h usant un petit motor a vapor. Al llarg de finals del segle xix i a les primeres dècades del segle xx, el dirigible va ser un mètode de transport de confiança.

## Segle XIX: planadors

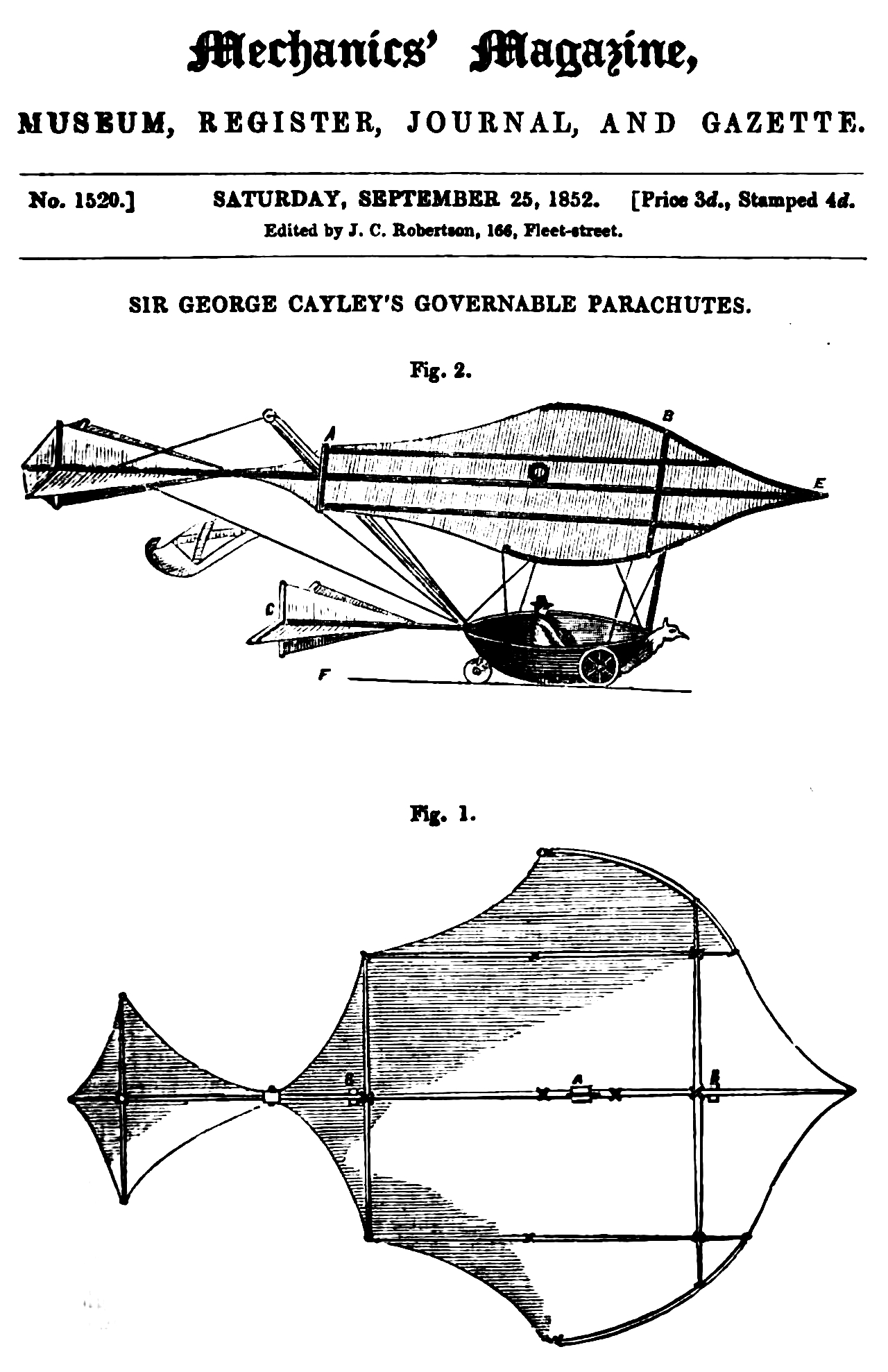
Planador dissenyat per George Cayley, en un gravat de 1852

Amb la invenció del globus i del dirigible, els inventors van passar a intentar crear una màquina més pesada que l'aire, que fos capaç de volar per mitjans propis.
En primer lloc, van aparèixer els planadors, màquines capaces de sustentar el vol controlat durant algun temps. El 1799, George Cayley, un inventor anglès, va dissenyar un planador relativament modern, que comptava amb una cua per a controlar-lo, i un lloc on el pilot es podia col·locar, per sota del centre de gravetat de l'aparell, donant així estabilitat a l'aeronau. Cayley va construir un prototip, que va realitzar els seus primers vols no tripulats el1804. Durant les cinc dècades següents, va treballar en el seu prototip, temps durant el qual Cayley va deduir moltes de les lleis bàsiques de l'aerodinàmica. El 1853, un ajudant de Cayley va realitzar un vol de curta durada pujat al planador, a Brompton (Anglaterra). George Cayley és considerat el fundador de la ciència física de l'aerodinàmica, havent estat la primera persona que va descriure un aeronau d'ala fixa propulsada per motors.
El 1856 el francès Jean-Marie Le Bris va realitzar el primer vol que va planejar més alt que el seu punt d'enlairament, gràcies al seu planador, el L'Albatros artificiel, el qual, per a enlairar, va ser arrossegat per cavalls a la platja. Segons va afirmar, va aconseguir una altura de 100 metres i va recórrer una distància de 200.

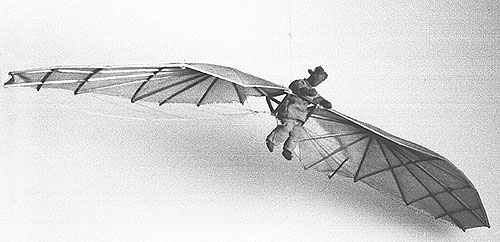
Planador ideat per Jan Wnęk

El 1866, un pagès i fuster polonès anomenat Jan Wnęk va construir i va volar en un planador controlable. Wnęk era analfabet i autodidacta, i tots els coneixements i deduccions sobre els planadors els va obtenir mitjançant l'observació del vol dels ocells i gràcies a les seves habilitats. Jan Wnęk estava lligat amb fermesa al seu planador pel pit i els malucs i el controlava mitjançant girs de les ales. Per a provar-ho, es va llançar des de la torre de l'església d'Odporyszów, a 45 metres d'altura, i aquesta al seu torn situada sobre un pujol de 50 metres, fent que l'altura relativa fos de 95 metres fins a la vall. Va realitzar diversos vols amb públic entre 1866 i 1869, especialment durant festivals religiosos, carnestoltes i celebracions d'any nou, però a penes va haver-hi constància dels fets de Jan Wnęk, i aquests no van tenir impacte en el progrés de l'aviació.
En aquesta època, Frank Wenham va intentar construir una sèrie de planadors, però no van tenir èxit. En els seus esforços, descobreix que la major part de la sustentació d'un ocell semblava ser generada en la part frontal, i Wenham va deduir que unes ales fines, llargues i fixes, semblants a les ales dels avions actuals, serien més eficients que les ales similars a les d'ocells o ratapinyades. El seu treball va ser presentat en la recentment creada Royal Aeronautical Society de Gran Bretanya el 1866, i Wenham va decidir provar les seves idees construint el primer túnel de vent del món, el 1871. Els membres de la societat van fer ús del túnel i van quedar sorpresos i encantats amb el resultat: les ales fixes generaven sensiblement més sustentació que el que els científics havien previst. Aquest experiment clarament va demostrar que la construcció de màquines més pesades que l'aire era possible, el problema era com generar l'embranzida necessària per a moure l'aparell cap endavant, ja que havien comprovat que les aeronaus d'ala fixa precisaven d'un flux d'aire constant passant per les ales, i encara feia falta poder tenir el control de l'aeronau en vol.
El 1874, Félix du Temple va construir un planador realitzat amb alumini, a Brest (França), al qual va denominar Monoplane. Comptava amb una envergadura de 13 metres i un pes de 80 quilograms sense comptar al pilot, a més de ser autopropulsat. Va realitzar diverses proves, i pel que sembla va aconseguir enlairar gràcies a una rampa, i aconseguir després un aterratge segur, realitzant el primer vol autopropulsat de la història, encara que fora durant un breu espai de temps i la distància recorreguda fora escassa.
La dècada de 1880 va ser un temps d'estudis intensos, caracteritzats pels gentleman scientists, científics que disposaven de recursos necessaris per a investigar de manera independent sense haver de dependre de finançament aliè, que van fer la major part de les recerques en el camp de l'aeronàutica fins a l'arribada del segle XX. Es van realitzar un gran nombre d'avanços que farien possible disposar dels primers planadors pràctics. Tres noms en particular van aportar grans coneixements: Otto Lilienthal, Percy Pilcher i Octave Chanute.
Un dels primers planadors moderns va ser construït als Estats Units per John Joseph Montgomery, que va volar en la seva màquina el 28 d'agost de 1883, en un vol controlat. Però va haver de passar molt de temps perquè els treballs de Montgomery fossin coneguts. Un altre planador va ser construït per Wilhelm Kress el 1877 a Viena.

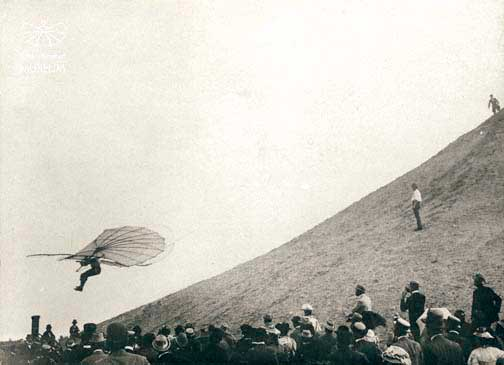
Imatge d'Otto Lilienthal en un dels seus vols en 1895

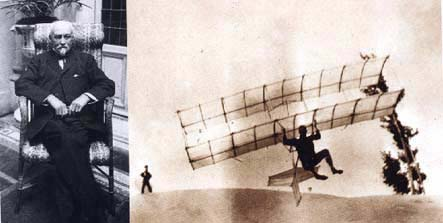
Retrat de Octave Chanute. Al costat, un dels seus planadors realitzant un vol en 1896.

L'alemany Otto Lilienthal va continuar el treball de Frank Wenham, publicant les seves recerques el 1889. Lilienthal també va fabricar una sèrie de planadors, i el 1891 va ser capaç de fer vols sustentats aconseguint recórrer més de 25 metres, millorant intents anteriors que presentaven resultats inestables. L'alemany va documentar rigorosament el seu treball, fins i tot amb fotografies, i per aquesta raó, és un dels pioners de l'aviació més coneguts. També va promoure la idea de salta abans que alcis el vol, suggerint que els investigadors haurien de començar amb planadors i després intentar treballar en projectes per a desenvolupar un avió, en comptes de dissenyar tal avió directament en un paper i esperar que aquest disseny funcioni.
Lilienthal va realitzar amb èxit diversos vols fins al 1896, any en què va morir en un accident aeri el 9 d'octubre, causat per un vent lateral sobtat, que va trencar una ala de la seva aeronau en ple vol, fent que es precipités des d'una altura de 17 metres. Per tot això, Lilienthal és considerat la primera persona que va realitzar un vol planejat controlat, en el qual era el pilot el que controlava a l'aeronau. Les seves últimes paraules abans de morir, l'endemà, van anar: «Han de fer-se sacrificis».
En aquests moments, Lilienthal estava treballant a la recerca de petits motors adequats per a equipar a les seves aeronaus, amb la idea de crear un prototip més pesat que l'aire i capaç d'alçar el vol per mitjans propis.
Octave Chanute va continuar el treball de Lilienthal en l'àrea dels planadors. Va crear diversos prototips i va incloure millores en les seves aeronaus. L'estiu de 1896, va realitzar diversos vols sobre els seus planadors a Miller Beach (Indiana, els Estats Units), i va decidir que el millor de tots ells era un biplà. Igual que Otto Lilienthal, Chanute va documentar detalladament el seu treball, i també va fotografiar les seves màquines i experiments. Durant les seves recerques, va dedicar part del seu temps a comunicar-se mitjançant correspondència amb persones que tenien els seus mateixos interessos, entre elles Percy Pilcher. Chanute estava particularment interessat a solucionar el problema de com proporcionar estabilitat a l'aeronau quan aquesta estigués en vol. Aquesta estabilitat s'aconseguia de manera natural en ocells, però havia de ser realitzada manualment en el cas d'humans. Dins dels problemes relacionats amb l'estabilitat del biplà en vol, el més desconcertant era l'estabilitat longitudinal, ja que l'angle d'atac de l'ala, feia que el centre de pressió de l'aeronau s'incrementés i fes que l'angle del biplà augmentés encara més, i entrés en pèrdua.

## Segle XIX: avions
En el segle XIX es van realitzar alguns intents de produir un avió que enlairés per mitjans propis. Però la majoria d'ells eren de pèssima qualitat, construïts per persones interessades en l'aviació però que no tenien els coneixements dels problemes que van tractar Lilienthal i Chanute.
El 1843, William Henson, un inventor anglès, va registrar la primera patent d'una aeronau equipada amb motors, hèlixs, i proveïda d'una ala fixa, la qual cosa en l'actualitat es coneix com a avió. Però el prototip construït basant-se en els dissenys de Henson no va tenir bons resultats, i va desistir en el seu projecte. El 1848, el seu amic John Stringfellow va construir una petita aeronau basada en els dissenys de Henson, que va tenir èxit en certs aspectes, podent enlairar per mitjans propis, però ho feia sense pilot, i podia volar a penes dos o tres segons.

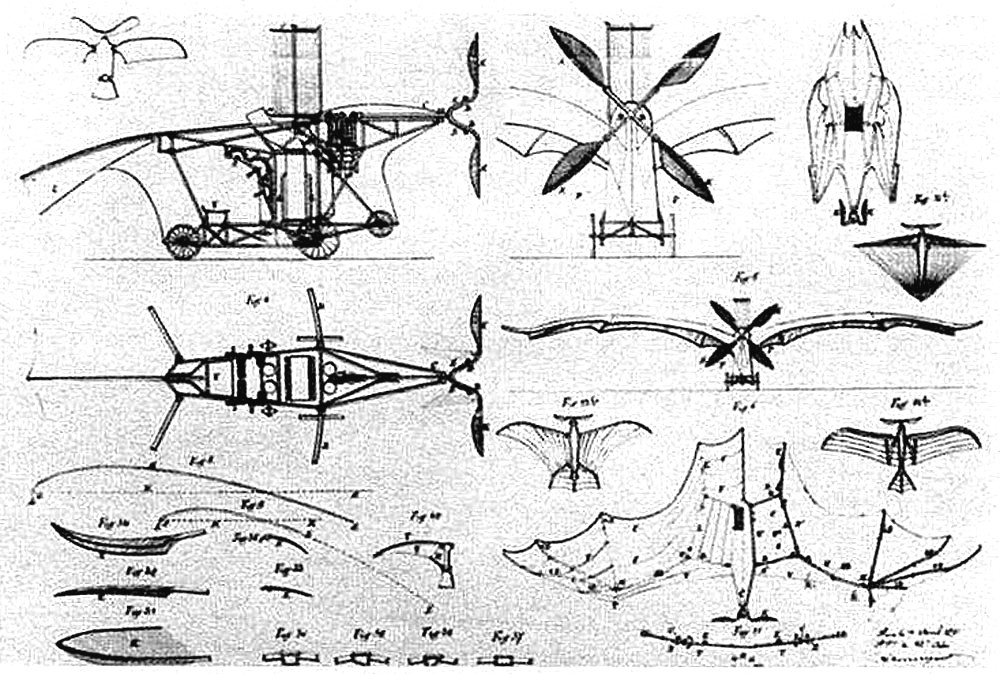
Dibuixos del Éole dissenyat per Clément Ader

El 1890, Clément Ader, un enginyer francès, va construir un avió al qual va anomenar Éole, equipat amb un motor a vapor. Ader va aconseguir enlairar en el Éole, però no va aconseguir controlar l'aparell, i només va poder recórrer uns 50 metres a l'aire. Així i tot, va considerar els resultats satisfactoris, i es va plantejar construir una aeronau major, la construcció de la qual li va portar cinc anys de la seva vida. Però per desgràcia, el seu nou avió, denominat Avió III, era massa pesat i mai va ser capaç d'enlairar.
El 1884 el rus Aleksandr Mozhaiski va dissenyar i va crear un monoplà amb el qual va aconseguir enlairar gràcies a un motor a vapor i recórrer una distància d'entre 20 i 30 metres.

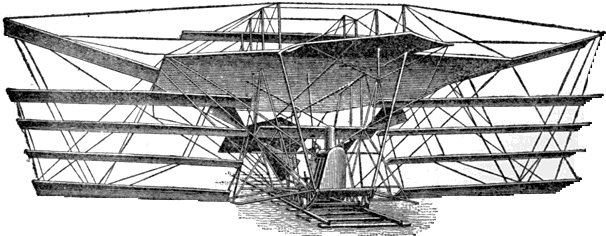
Màquina voladora de Hiram Stevens Maxim

En aquesta època, Hiram Stevens Maxim, un estatunidenc nacionalitzat britànic, va estudiar una sèrie de dissenys a Anglaterra, i va construir un avió de dimensions monstruoses per als patrons de l'època. Era un biplà de 3175 kg i amb una envergadura de 32 metres, equipat amb dos motors a vapor, cadascun capaç de generar 180 CV. Maxim va construir l'aeronau per a estudiar els problemes bàsics de l'aerodinàmica i la potència. Va observar que l'aparell, sense equipaments que ajudessin a obtenir el seu control, seria insegura i perillosa a qualsevol altitud, llavors va construir una pista especial, de 550 metres de longitud, on va col·locar uns raïls en els quals se situava l'avió per a realitzar proves. Les primeres proves les va realitzar a la recerca de problemes, i a partir del 31 de juliol de 1894 va començar a incrementar la potència dels motors en cada prova, alineant l'aparell en la pista. Les dues primeres van tenir un èxit raonable, l'aparell va aconseguir "saltar" sobre els raïls durant uns segons, però no va arribar a volar. En la tercera prova, la tripulació va aplicar potència màxima als motors de l'avió, fins a aconseguir 68 km/h, i després de recórrer 180 metres es va produir tanta sustentació que l'avió es va sortir dels raïls, aconseguint enlairar i volar recorrent 60 metres, moment en el qual l'aparell va xocar contra el sòl. Maxim solament va tornar a fer noves proves en la dècada de 1900, usant motors a gasolina i aeronaus menors.
Un altre pioner de l'aviació va ser Samuel Pierpont Langley, un científic estatunidenc, que després d'una reeixida carrera relacionada amb l'astronomia, va començar a estudiar seriosament l'aerodinàmica en la que actualment és la Universitat de Pittsburgh (els Estats Units). El 1891, Langley va publicar Experiments in Aerodynamics (Experiments en aerodinàmica), on detallava les seves recerques, i és a partir d'aquí quan es va dedicar a dissenyar i construir aeronaus basades en les seves idees. El 6 de maig de 1896, un prototip construït per ell, va realitzar el seu primer vol amb èxit. El nom de l'aeronau era Aerodrome No.5. L'avió va recórrer aproximadament mil metres a una velocitat de 40 km/h. El 28 de novembre del mateix any, va realitzar un altre vol amb èxit, amb l'aparell Aerodrome No.6, que va aconseguir recórrer amb èxit 1460 metres, però que enlairava sense tripulants.
Després dels èxits d'aquestes proves de vol, Langley va decidir construir un avió que fos capaç de volar pilotat per una persona, per la qual cosa va començar a buscar persones disposades a invertir en la seva nova màquina. És llavors quan el govern estatunidenc li va subvencionar amb cinquanta mil dòlars, gràcies a l'interès que despertava la idea de disposar d'un aparell que servís com a observador militar aeri, ja que en aquest moment s'iniciava la guerra hispano-estatunidenca. Langley va construir llavors el seu Aerodrome A, i va passar a realitzar proves en una versió idèntica però amb un quart de grandària respecte al model original, i sense tripulants. El prototip va volar dues vegades el 18 de juliol de 1901, realitzant amb èxit fins a 1903 alguns enlairaments més.
Amb el disseny bàsic de l'aeronau aparentment aprovat en les proves realitzades, Langley acreditava que l'Aerodrome A estava en condicions de ser provat amb un tripulant a bord. Llavors va començar a buscar un motor adequat, i va contractar a Stephen Balzser per a la construcció d'aquest. Langley va quedar decebut en veure que el motor generava a penes 8 CV de força, en comptes dels 12 CV que ell esperava. Un assistent de Langley, Charles M. Manly, va redissenyar el motor, transformant-lo en un amb cinc cilindres i refrigerat per aigua, capaç de generar 52 CV i 950 revolucions per minut, amb un pes de 57 kg.

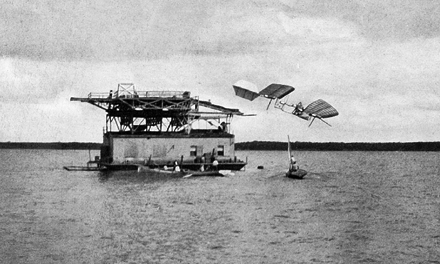
Proves del Aerodrome A de Samuel Langley, sobre el Riu Potomac, en 1903

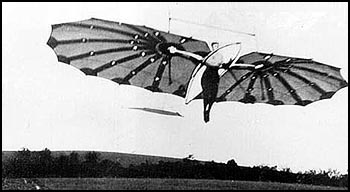
The Hawk (El falcó), un dels planadors de Percy Pilcher

El 7 d'octubre i el 8 de desembre de 1903, Langley, als comandaments del Aerodrome A, va intentar fer que el seu avió enlairés. Va realitzar els seus intents en un vaixell sobre el riu Potomac, i va utilitzar una catapulta per a proporcionar l'embranzida necessària per a l'enlairament. Però per desgràcia, l'avió era molt fràgil, i en tots dos intents l'avió va acabar xocant-se amb l'aigua just després d'enlairar. A més d'això, l'avió no disposava de control longitudinal ni tampoc de tren d'aterratge, i per això havia de realitzar els intents d'enlairament sobre el riu. Un altre problema era que els fons monetaris dels quals disposava s'esgotaven, per la qual cosa va intentar aconseguir-ne més, però els seus esforços van fracassar.
Per tota la labor realitzada dins del món de l'aviació, Langley va ser reconegut per l'Institut Smithsonian, una institució educacional situada a Washington D. C., com l'inventor de l'avió, gràcies a que Glenn Hammond Curtiss posteriorment faria diverses modificacions en l'Aerodrome A de Langley a la dècada de 1910, i aconseguiria alçar el vol.
Mentrestant, al Regne Unit, Percy Pilcher va estar a punt de convertir-se en la primera persona que alça el vol en un avió. Pilcher va construir diversos planadors: The Bat (La Ratapinyada), The Beetle (L'Escarabat), The Gull (La Gavina) i The Hawk (El Falcó). Va aconseguir alçar el vol en tots ells, tenint èxit en els seus intents. En 1899 va construir un prototip d'avió amb motor a vapor, però per desgràcia Pilcher va morir en un accident aeri amb un dels seus planadors, no havent provat el seu prototip. Els seus treballs van romandre amagats durant anys, i només molt temps després, van despertar interès en la comunitat científica. Estudis més recents van indicar que el seu prototip hagués estat capaç d'alçar el vol pels seus propis mitjans amb un tripulant a bord.

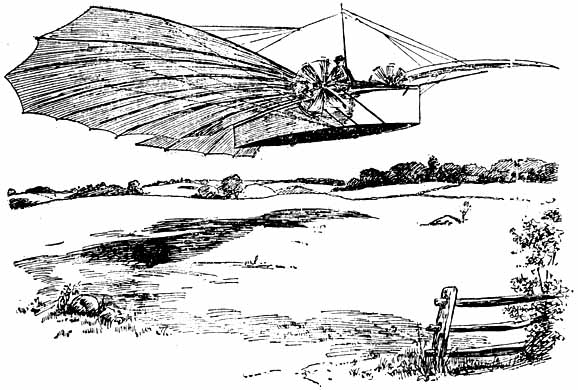
Esbós del Número 21 de Gustave Whitehead, el dia que va realitzar el seu primer vol, 14 d'agost de 1901

Un altre nom digne de destacar és el de Gustave Whitehead, del qual es té documentat un primer vol ocorregut el 14 d'agost de 1901 a Connecticut (els Estats Units), dia en què va aconseguir volar amb el seu model Número 21 en tres ocasions. La informació va sortir reflectida en els diaris Bridgeport Herald, Nova York Herald i el Boston Transcript, i en ells es diu que el vol més llarg va aconseguir recórrer més de 2500 metres a una altura de 60 metres, sent major que la marca aconseguida pels germans Wright dos anys més tard.
Mesos després, al gener de 1902 va aconseguir volar 10 quilòmetres sobre Long Island en el seu model Número 22. Però abans d'això, alguns testimonis confirmen un vol de 1 km cap a l'any 1899. Tant el model Número 21 com el Número 22 eren monoplaces, el primer impulsat amb un motor de 15 CV i el segon amb un motor de 30 CV. El motor accelerava les rodes davanteres per a adquirir la velocitat d'enlairament i el pilot canviava la força cap a les hèlixs. D'aquesta forma s'evitava el mecanisme de catapulta necessari en el model dels germans Wright.
Els plans dels models de Whitehead han estat conservats i el 1937, Stella Randolph va recopilar la seva labor en l'obra Els vols perduts de Gustave Whitehead. El reconeixement a Gustave Whitehead només vindria a partir d'aquesta època.

## 1900-1914: Els primers vols en una aeronau més pesada que l'aire

### Els germans Wright

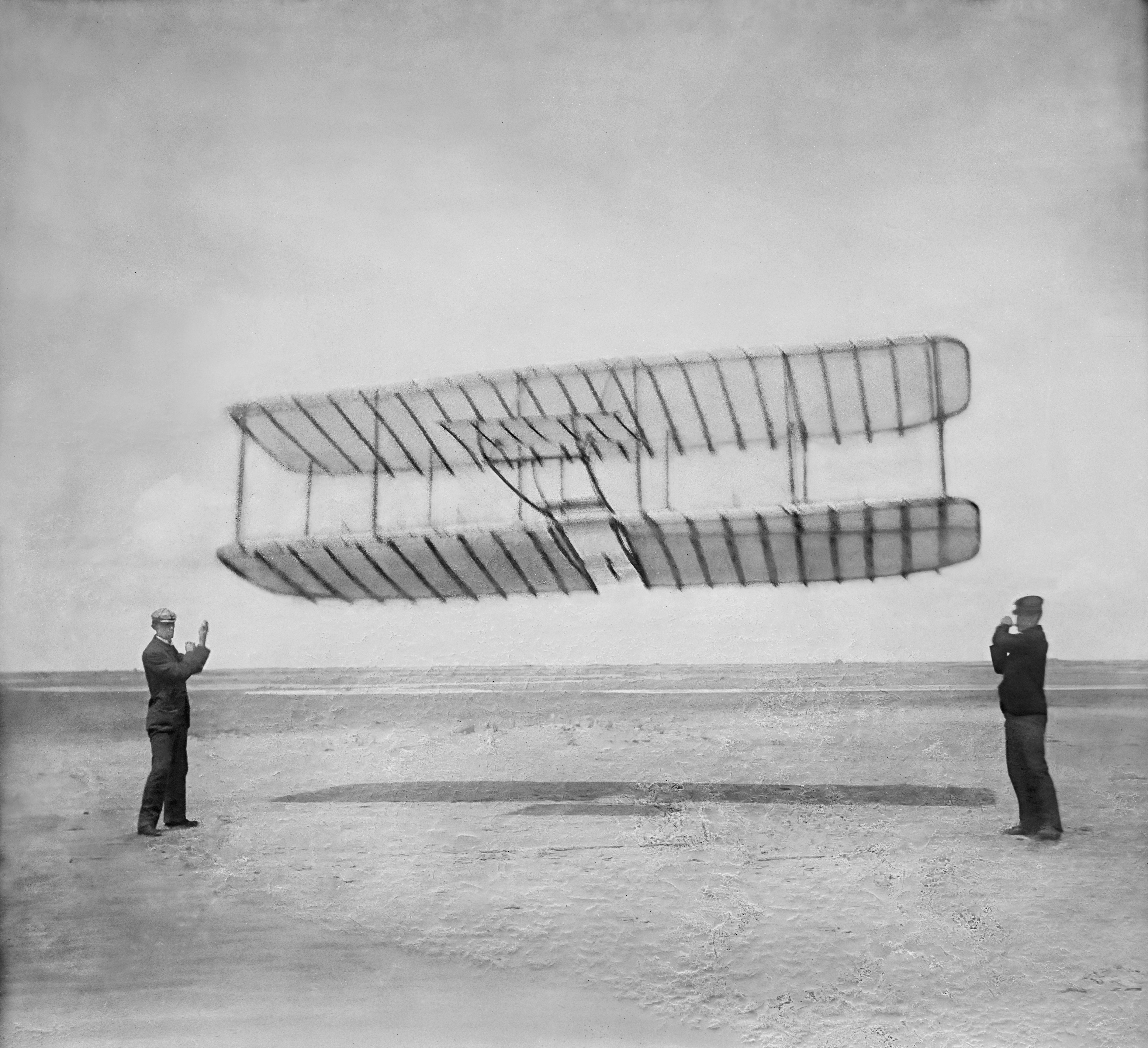
Els germans Wright (Orville a la dreta, i Wilbur a l'esquerra) amb un dels seus planadors, a Carolina del Nord, 1901.

Durant la dècada de 1890, els germans Wilbur i Orville Wright van començar a interessar-se pel món de l'aviació, especialment amb la idea de fabricar i fer volar una aeronau més pesada que l'aire, que pogués enlairar per mitjans propis. En aquesta època, tots dos administraven una fàbrica de bicicletes a Dayton (Ohio, Estats Units d'Amèrica), i van començar a llegir i estudiar amb gran interès, llibres i documents relacionats amb l'aviació. Seguint el consell de Lilienthal, l'any 1899 van començar a fabricar planadors. A finals de segle, van començar a realitzar els seus primers vols amb èxit amb els seus prototips, a Kitty Hawk (Carolina del Nord), lloc triat pel fet que en aquesta zona podien trobar vents constants, que bufaven també en una mateixa direcció, facilitant així els vols amb planadors. A més d'això, la zona disposava d'un sòl pla, que feia més fàcils els aterratges.
Després de la realització de diverses proves i vols amb planadors, els Wright van decidir el 1902 posar-se a fabricar un avió més pesat que l'aire. Es van convertir en el primer equip de dissenyadors que van realitzar proves serioses per a intentar solucionar problemes aerodinàmics, de control i de potència, que afectaven a tots els avions fabricats en aquella època. Per a la realització d'un vol amb èxit, la potència del motor i el control de l'aparell serien essencials, i al mateix temps l'aparell requeria poder estar ben controlat. Les proves van ser difícils, però els Wright van ser perseverants. Al mateix temps, van fabricar un motor amb la potència desitjada i van solucionar els problemes de control de vol a través d'una tècnica denominada guerxament, poc usada en la història de l'aviació però que funcionava a les baixes velocitats a les quals l'avió volaria.
L'avió que van fabricar els germans Wright era un biplà al qual van denominar Wright Flyer (Volador). El pilot romania estirat sobre l'ala inferior de l'avió, mentre que el motor se situava a la dreta d'aquest, i feia girar dues hèlixs localitzades entre les ales. La tècnica del guerxament consistia en cordes lligades a les puntes de les ales, de les quals el pilot podia tibar o deixar anar, permetent a l'avió girar a través de l'eix longitudinal i vertical, la qual cosa permetia que el pilot tingués el control de l'avió. El Wright Flyer va ser el primer avió registrat a la història de l'aviació, dotat de maniobrabilitat longitudinal i vertical, excloent als planadors de Lilienthal, on el control era realitzat a través de la força del propi tripulant.

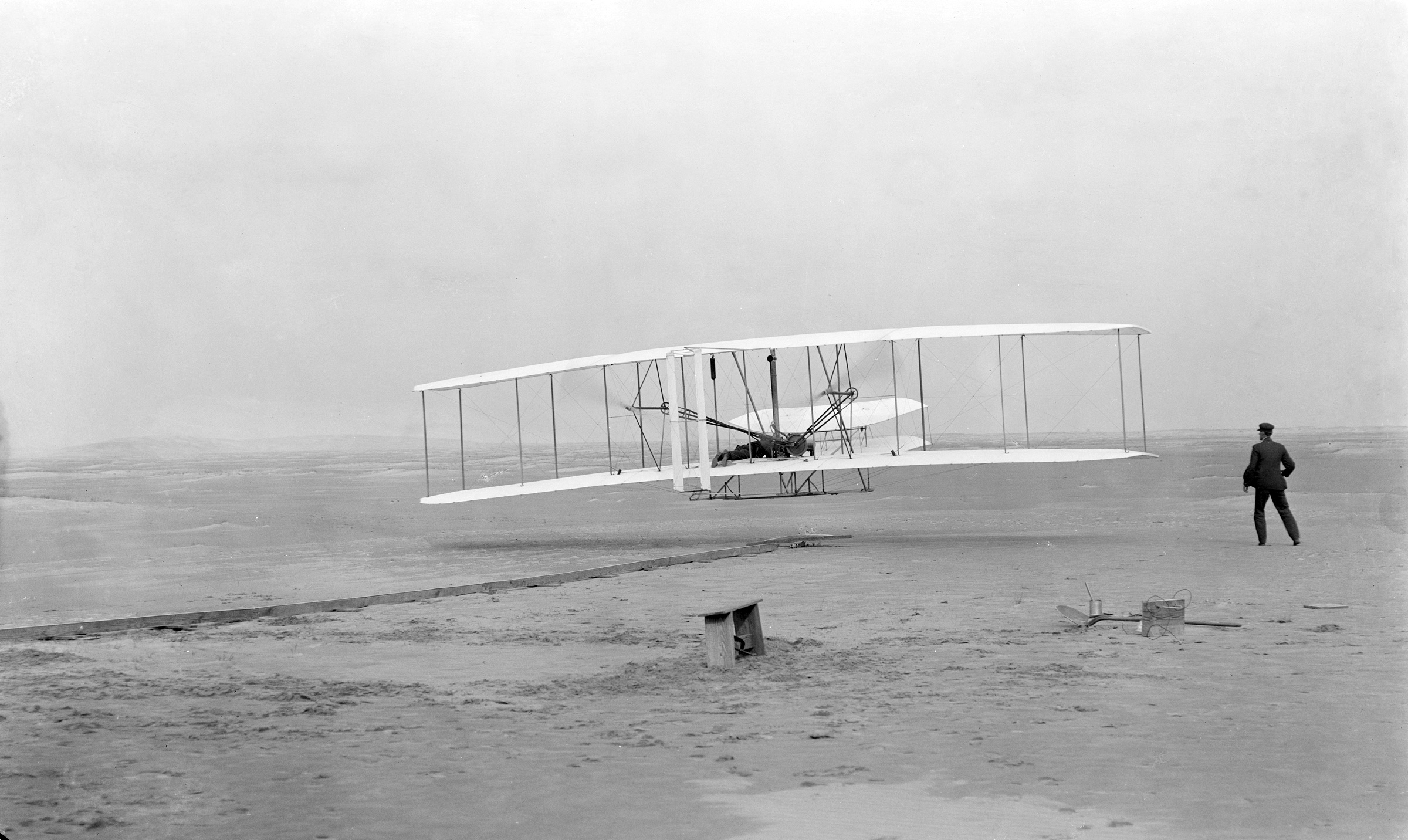
Imatge d'un dels primers vols del Wright Flyer dels germans Wright cap a finals de 1903

El 17 de desembre de 1903, tot just uns mesos després de les proves sense èxit de Langley, Orville Wright es va convertir en la primera persona a volar sobre una aeronau més pesada que l'aire, propulsada per mitjans propis, encara que no sense controvèrsies. El vol va tenir lloc a Kitty Hawk. Els germans van utilitzar raïls per a mantenir l'aparell en el seu trajecte, i una catapulta per a impulsar-lo. L'avió va guanyar altitud en acabar el recorregut sobre els raïls, recorrent 37 metres a una velocitat mitjana de 48 km/h durant els 12 segons que va durar el vol. Aquest mateix dia van realitzar tres vols, que van ser presenciats per quatre socorristes i un nen de la zona, fent que aquests fossin els primers vols públics i documentats. En un quart vol realitzat el mateix dia, Wilbur Wright va aconseguir recórrer 260 metres en 59 segons. Alguns periòdics de l'estat d'Ohio, entre ells el Cincinnati Enquirer i el Dayton Daily News van publicar l'endemà la notícia de l'esdeveniment.
Els germans Wright van realitzar diversos vols públics (més de 105) entre 1904 i 1905, aquesta vegada a Dayton, Ohio, convidant a amics i veïns. El 1904, una multitud de periodistes es va reunir per a presenciar un dels vols dels Wright, però a causa de problemes tècnics en el seu avió, que no van poder corregir en dos dies, Orville i Wilbur van ser ridiculitzats pels mitjans, passant a rebre poca atenció, amb l'excepció de la premsa d'Ohio. Diversos periodistes d'aquest estat, van presenciar diversos vols seus, incloent el primer vol circular del món, i un nou rècord de distància, ja que durant un intent el 5 d'octubre de 1905 van recórrer 39 quilòmetres en 40 minuts. A partir de 1908, els avions dels germans Wright ja no van necessitar més la catapulta per a alçar el vol.
El 7 de novembre de 1910, van realitzar el primer vol comercial del món. Aquest vol, realitzat entre Dayton i Columbus (Ohio), va durar una hora i dos minuts, recorrent 100 quilòmetres i trencant un nou rècord de velocitat, aconseguint els 97 km/h.

### Alberto Santos Dumont
El brasiler Alberto Santos Dumont estava fascinat per les màquines. Eln 1891 es va mudar amb el seu pare a París, on va quedar meravellat pel món de l'aviació. Va realitzar els seus primers vols com a passatger amb globus i posteriorment va crear el seu propi globus, el Brésil (el Brasil en francès). Santos Dumont també va crear una sèrie de models de dirigibles, dels quals alguns van aconseguir volar amb èxit. Totes les proves realitzades per Santos Dumont a París el van convertir en una persona famosa a la ciutat.

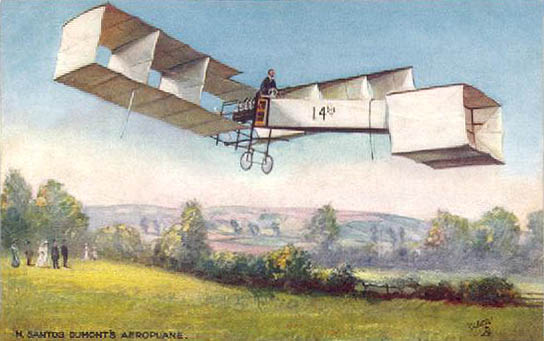
Targeta postal francesa que mostra a Alberto Santos Dumont en el seu avió, el 14-bis

El 13 de setembre de 1906, Santos Dumont va realitzar un vol públic a París, en el seu famós avió, el 14-bis. Aquest aparell usava el mateix sistema de guerxament emprat en les aeronaus dels germans Wright i va aconseguir recórrer una distància de 221 metres. El 14-bis, al contrari que el Wright Flyer dels Wright, no necessitava raïls, catapultes o vent per a alçar el vol i, com que va tenir molta repercussió mediàtica en aquell moment, hi ha persones que consideren que aquell vol és el primer vol realitzat amb èxit d'un avió. Quan es va realitzar aquest vol, poc o res se sabia dels germans Wright, per la qual cosa la premsa internacional va considerar al 14-bis de Santos Dumont com el primer avió capaç d'enlairar per mitjans propis.
Santos Dumont, després del 14-bis, inventaria el primer ultralleuger, el Demoiselle, que va ser l'últim aparell que desenvoluparia. També va realitzar importants avanços relacionats amb el control de l'avió en vol i dels alerons de les seves aeronaus.

### Controvèrsia germans Wright i Alberto Santos Dumont

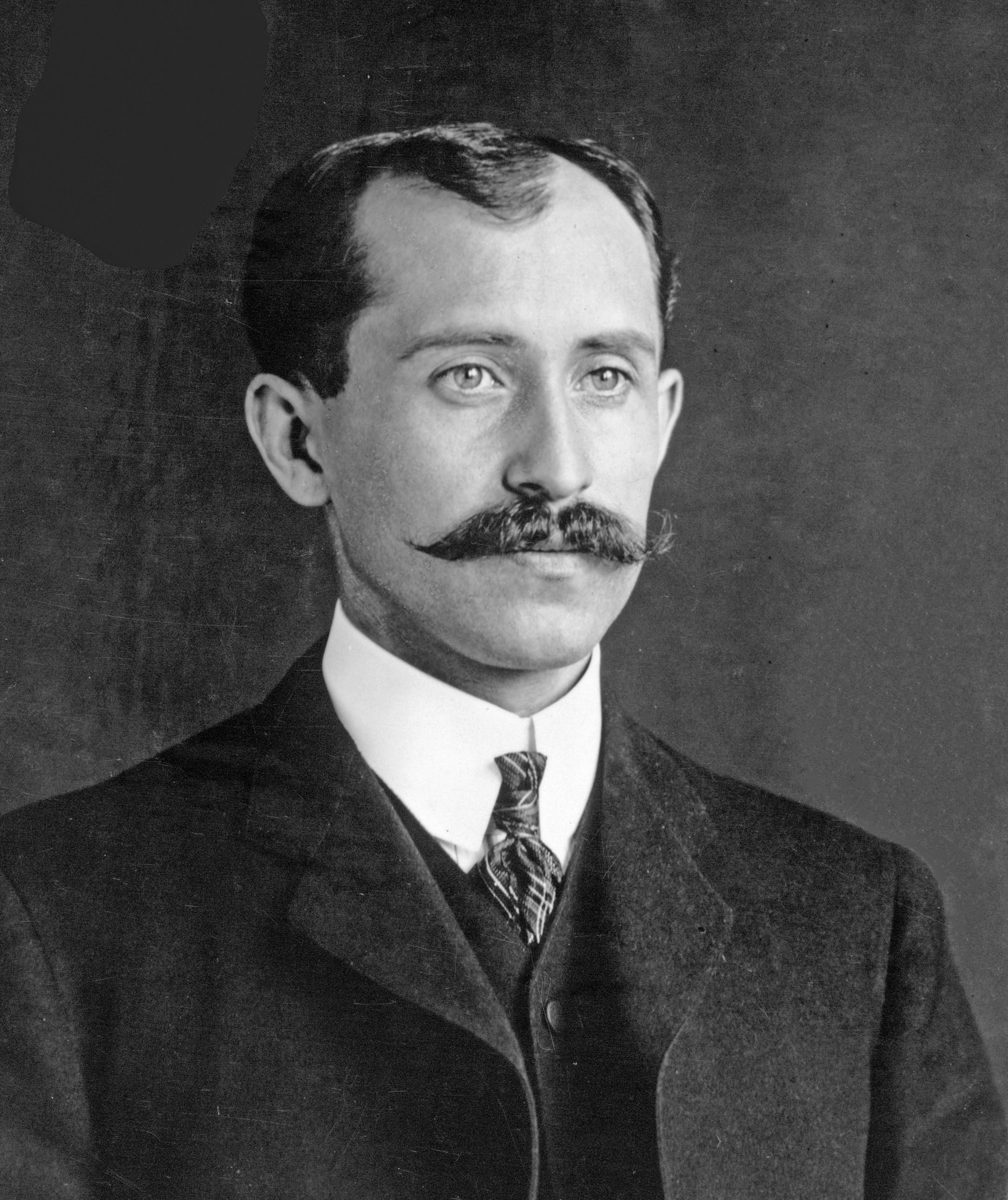
Retrat de Orville Wright

Existeix gran controvèrsia respecte a la realització del primer vol. Generalment hi ha dues opinions, els que consideren com a autor d'aquesta gesta als germans Wright (concretament a Orville Wright) i els que consideren a Alberto Santos Dumont. Aquest últim va realitzar a París el vol del 14-bis, el primer d'un avió en la història de l'aviació que s'aconsegueix sense artificis externs i que queda registrat i publicat. Els especialistes al·leguen l'ús de raïls i catapultes en les proves d'enlairament dels germans Wright, i el testimoniatge de vol del 14-bis a París per aviadors i autoritats d'aviació.
Quant a això, els germans Wright no van realitzar molts vols públics, ja que van pretendre realitzar els seus vols sols o amb la presència de pocs testimonis, encara que havien intentat realitzar demostracions per a les forces armades dels Estats Units, de França, del Regne Unit i d'Alemanya, totes sense èxit, amb la intenció d'evitar el robatori d'informacions per part d'altres aviadors, i a la recerca de perfeccionar l'aparell prou com per a obtenir la patent del seu avió (irònicament, Santos Dumont posava totes les seves invencions a domini públic).
Alguns especialistes en aviació acrediten que els germans Wright van ser els primers a volar en un avió més pesat que l'aire. Malgrat la falta d'informes d'aviadors i d'organitzacions d'aviació, els mateixos especialistes també apunten al fet que, a través de les notícies publicades en diaris d'Ohio, el testimoniatge d'habitants de la regió on aquests vols es van realitzar i les fotos d'aquests vols, demostren que aquests vols van tenir lloc, però les aeronaus no enlairaven per si soles, sinó que utilitzaven artefactes que les catapultaven, fent que el vol de Santos Dumont sigui considerat com el primer en la història de l'aviació, malgrat haver ocorregut alguns anys després dels primers vols dels germans Wright.
De fet, els Wright són acreditats als Estats Units, com els primers a volar en un avió. Els seus primers vols públics, realitzats en presència d'un gran nombre de testimonis, van ser realitzats en 1908 a Le Mans (França).
Santos Dumont és considerat l'inventor de l'avió en la major part del món, on és anomenat el pare de l'aviació. Diverses persones, no obstant això, critiquen aquest títol, al·legant que altres aviadors van fer les seves contribucions en el món de l'aviació molt de temps abans de Santos Dumont o dels Wright, i que aquest títol no hauria d'emprar-se amb cap aviador en particular.